# ナルヴァ包囲戦 (1704年)
ナルヴァ包囲戦 (ロシア語: Осада Нарвы, スウェーデン語: Belägringen av Narva) または第二次ナルヴァの戦いは、大北方戦争中の1704年6月27日から8月9日にかけて、ロシア軍がスウェーデン領ナルヴァを攻撃した二度目の包囲戦。

## ナルヴァ再侵攻
かつてロシア軍が圧倒的少数のスウェーデン守備兵に敗れた第一次ナルヴァの戦いから4年が経っていた。ロシアのツァーリであるピョートル1世は、軍勢を立て直して再びナルヴァ征服とスウェーデン領イングリア占領を目指した。この地は、かつて1617年にロシアがスウェーデンに割譲した地域の中でも、補給線の結節点として重要な地であった:697。ボリス・シェレメーテフ率いる2万人のロ位あ軍は6月24日にタルトゥを占領し、次いでゲオルク・ベネディクト・フォン・オギルヴィ率いるロシア軍がナルヴァを包囲した。これに対するヘニング・ルドルフ・ホルン・アフ・ランツィエン少将率いるスウェーデン守備隊は、わずか歩兵3,800人、騎兵1,300騎であった:697。

## 包囲戦と両陣営の損害

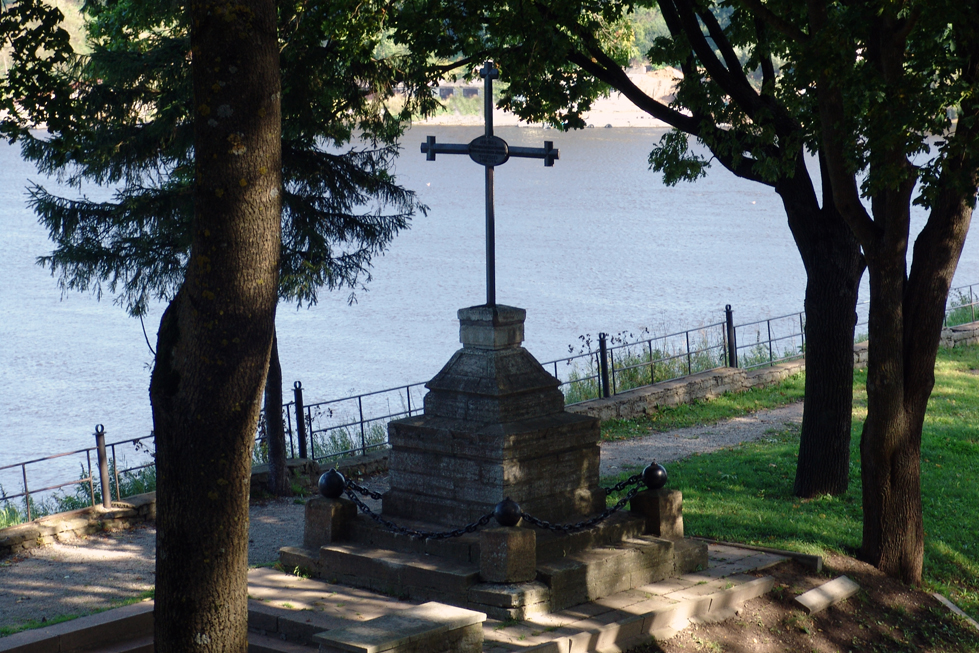
ナルヴァの記念碑

3度にわたる強襲の末、ナルヴァは1704年8月20日に陥落した。入城したロシア軍はスウェーデン守備兵や住民を虐殺し始め、ピョートル1世が制止するまでに数百人が殺害されている:69。ホルンをはじめ数人のスウェーデン将校と約3,200人の負傷したスウェーデン兵が捕虜となった。対するロシア軍の損害は3,000人ほどとされているが、中には1万人以上と推定する説もある。

## その後
8月、ピョートル1世はこの町でナルヴァ条約に調印し、ポーランド・リトアニア共和国の内乱でスウェーデンと戦っているサンドミェシュ連盟と同盟を結んだ。
9月11日、ナルヴァの生存市民が街の公会堂の中庭でピョートル1世に忠誠を誓った。これによりナルヴァはロシア・ツァーリ国に併合された。